# Marcos Guilherme
Marcos Guilherme de Almeida Santos Matos (Itararé, 5. kolovoza 1995.), poznatiji kao Marcos Guilherme, brazilski je nogometaš koji trenutačno igra za V-Varen Nagasaki. Brazilac igra na poziciji napadačkog veznjaka, a može igrati i na oba krila, poziciji polušpice, pa i lijevog i desnog veznjaka.

## Klupska karijera

### Atlético Paranaense
Marcos Guilherme je se pridružio nogometnoj školi Atlética Paranaensea u 2008. s 13 godina. S drugom momčadi brazilskog kluba iz Curitibe je debitirao u Campeonato Paranaense u 2013. godini. U ožujku te godine zabio svoj prvi pogodak protiv Nacionala-PR. Brazilac je u A-selekciji debitirao u Sériji A u travnju 2014. u domaćoj pobjedi protiv Grêmija. Zabio je prvi put za Furacão dvadesetak dana kasnije u porazu protiv Internacionala. U rujnu 2014. je Marcos Guilherme produžio svoj ugovor s brazilskim klubom do 2018. godine. Završio je svoju prvu sezonu u dresu Atlética Paranaensea kao kluspki strijelac te igrač s najviše nastupa. Ukupno je Brazilac zabio 11 golova u 54 utakmice te sezone. Marcos Guilherme je postao najmlađa "desetka" u povijesti Atlético Paranaensea i u tom trenutku najmlađa "desetka" u brazilskoj ligi. Za brazilskog prvoligaša je odigrao sve zajedno 132 utakmice uz 15 golova.

### Dinamo Zagreb
Marcos Guilherme je tijekom zimskog prijelaznog roka 2017. godine posuđen zagrebačkom Dinamu. Veznjak je u Zagrebu stigao na posudbu od 18 mjeseci, a u tom periode će maksimirski klub imati mogućnost otkupiti njegov ugovor.  Tako je vezni igrač postao dvanaesti Brazilac u povijesti Modrih. "Marcos Guilherme izuzetno je talentirani igrač, članu mlade reprezentacije koja je igrala finale Svjetskog prvenstva 2015. godine i koji posjeduje veliko prvoligaško iskustvo. Po svom godištu definitivno spada u priču koju stvaramo u Maksimiru" rekao je sportski direktor Marijan Vlak. "Dugo smo radili na dolasku Marcosa Guilhermea u Dinamo i to nije bio lak posao. Ipak je riječ o jednom od najpotentnijih mladih igrača Brazila koji će biti veliko pojačanje za Dinamo. Osim što je trener Petev dobio sjajnog igrača u svlačionici, dolazak Guilhermea velik je dobitak i za ugled kluba" izjavio je direktor kuba Tomislav Svetina.
Brazilac je po prvi put zaigrao u dresu Dinama prijateljskoj utakmici protiv ukrajinskog Zorje Luhansk u Turskoj. Marcos Guilherme je debitirao na desnom krilu u prvoj utakmici polufinala Kupa protiv RNK Splita u ožujku 2017. Brazilac je asistirao za dva pogotka Armina Hodžića, nakon čega je smijenjen u 72. minuti.
U srpnju 2017. je Marcos Guilherme znatno prije isteka posudbe napustio Maksimir. Ni u jednoj utakmici za Dinamo nije igrao svih 90 minuta, na njih pet od jedanaest u HNL-u bio je starter, ali je izlazio prije kraja. Brazilac također nije postigao nijedan pogodak za zagrebački klub.

### São Paulo
U srpnju 2017. je se Marcos Guilherme pridružio São Paulu na posudbu.